# Singende Herzen
Singende Herzen (Originaltitel: Sweethearts) ist eine US-amerikanische Filmoperette aus dem Jahr 1938 und der erste abendfüllende Spielfilm von MGM im neuentwickelten 3-Farben Technicolor. In den Hauptrollen spielt das populäre Leinwandpaar Jeanette MacDonald und Nelson Eddy. Die Regie bei dem mit erheblichem Aufwand produzierten Film, der fast ausschließlich Lieder aus der gleichnamigen Operette von Victor Herbert nutzt, führte W. S. Van Dyke. Singende Herzen wurde zu einem der finanziell erfolgreichsten Filme des Jahres 1938 für das Studio.

## Handlung
Die Neuinszenierung von Victor Herberts Operette Sweethearts mit den beiden Stars Gwen Marlowe und Ernest Lane läuft bereits etliche Jahre. Die Hauptdarsteller sind auch privat ein Paar und planen, ihren sechsten Hochzeitstag mit viel Aufwand zu feiern. Alles könnte perfekt sein, wenn die zwei die Mühsal des Bühnenlebens nicht allmählich überdrüssig wären. Da flattert das lukrative Angebot ins Haus, in Hollywood Karriere zu machen. Der Plan wird jedoch von Verwandten, Bekannten und vor allem dem Produzenten der Bühnenshow, Felix Lehman, sabotiert. Die Intrigen gehen so weit, das Paar zur Trennung zu bewegen, um so das Interesse von Hollywood zum Erliegen zu bringen. Am Ende, nach etlichen Verwicklungen, einen misslungenen Filmdebüt und vielen gemeinsamen Liedern stehen Gwen und Ernest am Ende wieder da, wo sie hingehören: auf den Bühnenbretter in einer Wiederaufführung von Sweethearts.

## Hintergrund
Der Farbfilm erfüllte die Hoffnungen der Filmproduzenten nicht, die einen Innovationsschub vergleichbar der Einführung des Tonfilms erwarteten. Die hohen Investitionen wurden bislang nicht von einem Mehr an zahlenden Zuschauern belohnt. Insoweit war es verständlich, wenn MGM erst nach langem Zögern mit den Planungen für den ersten Spielfilm im neu entwickelten 3-Farben Technicolor begann. Die anderen großen Filmstudios waren bereits mit der Technik vertraut. Becky Sharp, The Garden of Allah und The Trail of the Lonesome Pine kamen 1935/36 in die Kinos, ohne kommerziell sonderlichen Erfolg aufzuweisen. Erst der überragende finanzielle Erfolg von The Adventures of Robin Hood, der Mitte 1938 in die Kinos kam, überzeugte die Studioverantwortlichen, den Trend zu nutzen. Nachdem die Arbeiten an dem ersten Farbprojekt, dem Abenteuerfilm Northwest Passage, an technischen Schwierigkeiten scheiterten, wurde die bereits begonnenen Dreharbeiten an Singende Herzen, dem fünften gemeinsamen Film des populären Leinwandpaares Jeanette MacDonald und Nelson Eddy nach wenigen Tagen gestoppt und als Farbfilm erneut begonnen. W. S. Van Dyke, der zunächst bei Northwest Passage die Regie führte, wurde jetzt für die Umsetzung von Singende Herzen verpflichtet.

## Kinoauswertung
Mit Produktionskosten von 1.966.000 US-Dollar war Singende Herzen einer der teuersten MGM-Filme bis dahin. In den USA spielte der Film die sehr hohe Summe von 2.017.000 US-Dollar ein, zu denen noch einmal 1.230.000 US-Dollar aus dem Ausland kamen. Mit einem kumulierten Gesamtergebnis von 3.196.000 US-Dollar wurde aus Singende Herzen einer der erfolgreichsten Filme des Jahres für MGM.

## Musik
Der Soundtrack des Films enthält viele Stücke aus der gleichnamigen Operette.
- Wooden Shoes
- Every Lover Must Meet His Fate
- Happy Day
- Sweethearts
- Pretty as a Picture
- The Game of Love
- The Message of the Violet (aus der Operette The Prince of Pilsen von Frank Pixley)
- Keep It Dark (ebenfalls aus The Prince of Pilsen)
- Badinage
- On Parade
- Every Lover Must Meet His Fate / Sweethearts
- Little Grey Home in the West

## Kritik
Die meisten Kritiker fanden den Film zu lang und ohne rechten Elan in Szene gesetzt. Auch wurde bemängelt, dass die Stars trotz des zeitgenössischen Hintergrunds doch nur ihre mittlerweile stereotypen Rollen spielen würden. 
Das Time-Magazin meinte denn auch lakonisch: 

„Jeanette MacDonald und Nelson Eddy bleiben dieselben, trotz moderner Kostüme und Technicolor.“

## Auszeichnungen
Bei der Oscarverleihung 1939 erhielt der Film Nominierungen in den Kategorien:
- Beste Filmmusik
- Bester Ton

Einen Ehrenoscar („[for] its contributions in successfully bringing three-color feature production to the screen“) gab es für die Kameramänner Oliver T. Marsh und Allen M. Davey.